# Дудок, Родриго
Родриго Дудок Риверо (исп. Rodrigo Dudok Rivero; 23 июля 2007) — уругвайский футболист, вингер клуба «Дефенсор Спортинг».

## Клубная карьера
Воспитанник футбольной академии клуба «Дефенсор Спортинг», куда перешёл в 2020 году из команды «Атлетико Дрико». В марте 2023 года подписал свой первый профессиональный контракт с клубом «Дефенсор Спортинг». В основном составе «фиолетовых» дебютировал 26 мая 2024 года в матче Примеры Уругвая против клуба «Серро-Ларго».

## Карьера в сборной
Выступал за сборную Уругвая до 17 лет. Весной 2023 года сыграл на чемпионате Южной Америки среди игроков до 17 лет в Эквадоре.